# Schlotheimia pungentissima
Schlotheimia pungentissima är en bladmossart som beskrevs av C. Müller 1879. Schlotheimia pungentissima ingår i släktet Schlotheimia och familjen Orthotrichaceae. Inga underarter finns listade i Catalogue of Life.